# Echolette

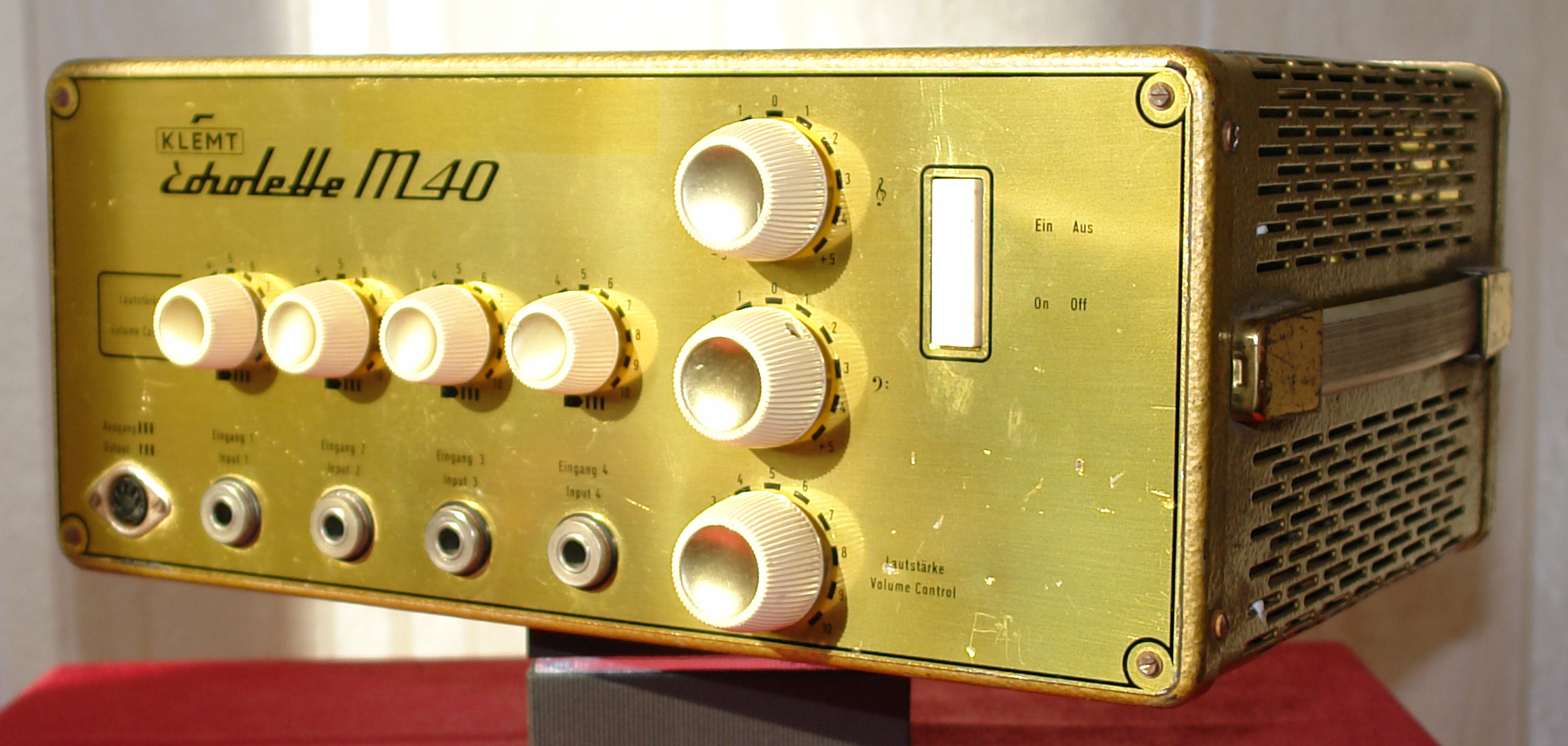
Vierkanal-Verstärker Echolette M40 „Gold Cage“

Echolette war in den 1950er und 1960er Jahren einer der bekanntesten europäischen Hersteller von Gesangs- und Instrumentenverstärkern und Effektgeräten.

## Geschichte KLEMT/Echolette
Mitte der 1950er Jahre begann auf Anregung des Orchestermusikers Hans Bauer bei der Firma Klemt die Fertigung eines Vierkanal-Mischverstärkers für Instrumente und Gesang. Arthur Klemt hatte das Unternehmen in den 1930er Jahren in Olching bei München ursprünglich unter dem Namen Radio Klemt gegründet. Vertrieb, Reparatur und Wartung von Radio- und später Fernsehgeräten erlaubten ein überregionales Wachstum mit Filialen auch in Bremen und Hamburg.
Die Geräte, zunächst noch in kleiner Stückzahl, wurden bei Klemt in Handarbeit hergestellt. Echolette war ab 1959 die Handelsmarke für sämtliche Verstärker und Effektgeräte aus diesem Haus. Alle Markenrechte am Namen Echolette lagen bei Hans Bauer, der die Klemt-Produkte sehr erfolgreich über seine eigene Firma Echolette-Vertrieb mit Sitz in München verkaufte. Schnell erweiterte sich die Modellpalette auch um die Bandecho- und Nachhallgeräte der NG-Reihe, Lautsprecherboxen, Bassverstärker, Instrumentalboxen und Mikrofone.
Die Mikrofone wurden von den Firmen AKG Acoustics und Sennheiser hergestellt und von Bauer mit dem Markennamen Echolette versehen. Auch die Lautsprecherboxen wurden nicht von Echolette, sondern von der Berliner Firma Isophon hergestellt.

## Geschichte Dynacord-Echolette
1969 wurde Echolette von der Firma Dynacord aufgekauft, an der Bauer wiederum Anteile erwarb. Seither ist der Namenszug Klemt aus dem Echolette-Logo verschwunden. In den 1970er Jahren produzierte Geräte kamen zunächst auch baugleich unter dem Namen Dynacord auf den Markt, bis ab etwa 1981 alle neu hergestellten Geräte nur noch unter dem Markennamen Dynacord produziert wurden.
Bauer verkaufte 1981 seine Anteile an Dynacord. Die Rechte an der Marke Echolette verblieben bei Dynacord. Diese gehört seit 2006 samt ihrem Vorbesitzer Telex Communications zur Robert Bosch GmbH. Der Markenname Echolette wurde zunächst nicht mehr genutzt.

## Rückkehr der Marke Echolette
2016 kehrte die Marke Echolette mit dem MK I, einem zweikanaligen Gitarren-Topteil in Vollröhrentechnik und zugehöriger Lautsprecherbox mit „2x12“ Speakern zurück.

## Meilensteine der Verstärker und Effektgeräte

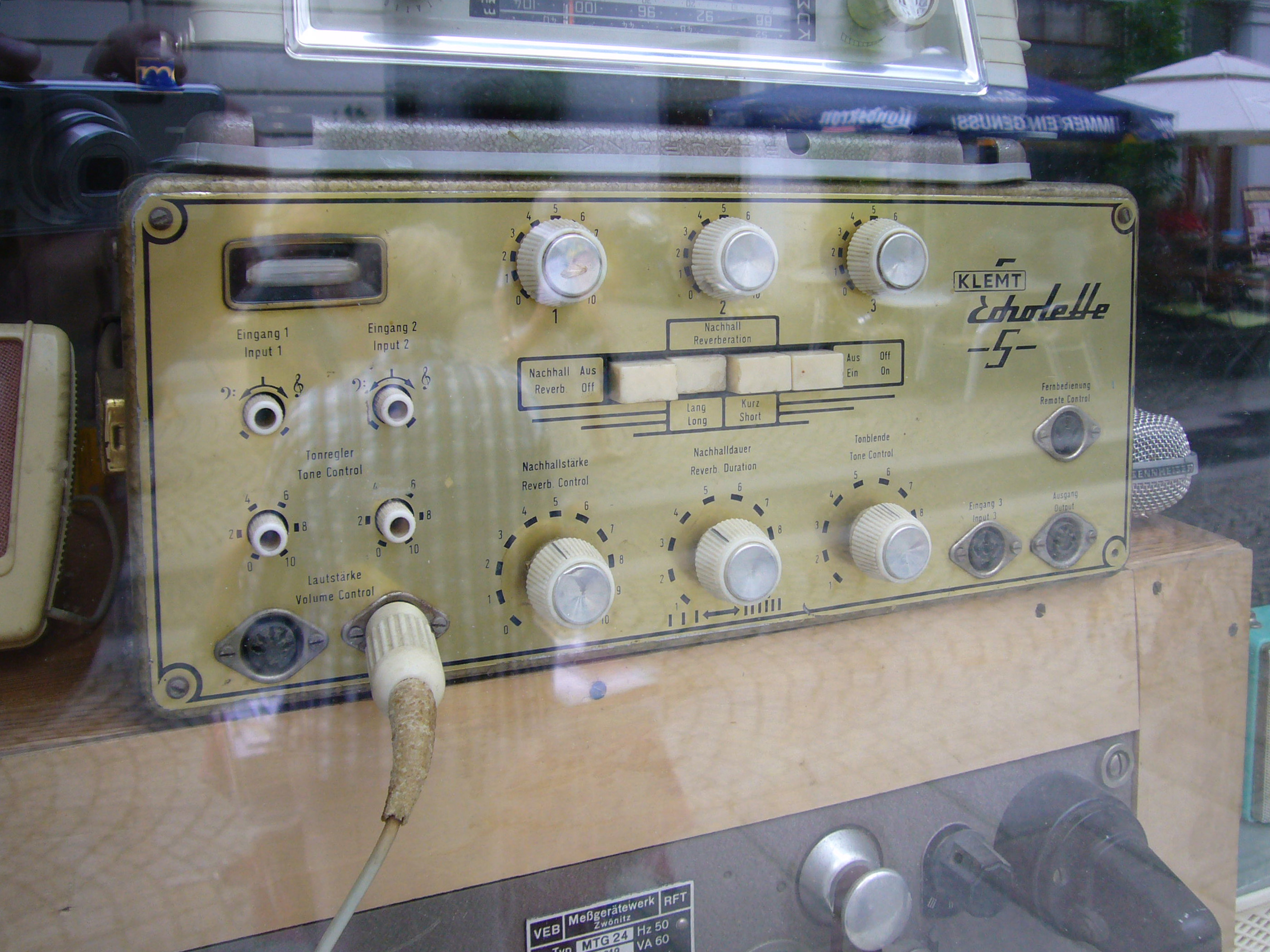
Tonbandecho-Effektgerät Echolette NG51 „S“

- Echolette M40 „Gold Cage“ (1959, Vierkanalverstärker für Gesang und Instrumente)
- Echolette NG51 „S“ (1960, Tonbandecho)
- Echolette Showstar  (1962, Gitarrenverstärker)
- Echolette ME I (1971, Rotationslautsprecher „Leslie“ mit Hochtonrotor)
- Echolette ME II (1971, Rotationslautsprecher „Leslie“ mit Hochton- und Bassrotor)
- Echolette ME IV E (1978, Rotationslautsprecher „Leslie“ mit Hochtonrotor und Transistor „Space-Sound“)